# Yurijeong-won
Yurijeong-won (유리정원?), noto anche con il titolo internazionale Glass Garden, è un film del 2017 scritto e diretto da Shin Su-won.

## Trama
Dopo essere stata tradita dall'uomo di cui si era innamorata, Jae-young decide di isolarsi dal mondo e di continuare le proprie ricerche mediche in tranquillità. Inaspettatamente, conosce però Ji-hoon, uno scrittore suo coetaneo caduto in disgrazia dopo un'accusa di plagio. Jae-young diventa per l'uomo una vera e propria ispirazione, ma tra i due sboccia anche l'amore.

## Distribuzione
In Corea del Sud la pellicola è stata distribuita dalla Little Big Pictures, a partire dal 25 ottobre 2017.